# سیارک ۱۳۴۳۴
سیارک ۱۳۴۳۴ (به انگلیسی: 13434 Adamquade، نامگذاری:1999VK58) سیزده هزار و چهارصد و سی و چهارمین سیارک کشف شده‌است که در ۴ نوامبر ۱۹۹۹ کشف شد.
قدر مطلق سیارک برابر ۱۳.۵ است.